# Флорічика
Флорічіка (рум. Floricica) — село в Кантемірському районі Молдови. Входить до складу комуни з адміністративним центром у селі Енікьой. Населення — 254 чоловік (2004).